# FANTASTIC VISION
「FANTASTIC VISION」（ファンタスティック・ビジョン）は、TM NETWORKが発表した楽曲。1984年制作、1985年にシングル「アクシデント」のカップリング曲としてリリースされている。また、同じく1985年に発売されたオリジナルアルバム・『CHILDHOOD'S END』の10曲目としても収録されている。

## 解説
1980年代、当時まだ知名度が低かったTM NETWORKの小室哲哉が作詞・作曲した。1984年に福岡県の民放テレビ局、テレビ西日本（TNC、フジテレビ系列）がキャンペーンソングとして同曲を使用した。一時期オープニングなどに使用されていたが、後にTNCのCMに転用される。TM NETWORKがブレークすると、CMの評判が上がったことから、数年間この曲はTNCのCMイメージソングとして使用された。
そして、TNCの天気予報のBGMとして本曲のインストゥルメンタル版が使用されるようになり、2025年2月においても継続して使われ続けている。
なお、歌詞や曲調が違う別バージョンも存在する。CD収録バージョンとは違い、デモソング用としてつくられたバージョンがある（TNCの天気予報用BGMはこちらのインストをアレンジしたバージョン。実際に放送で使われている音源はTNCに現存するものの、2020年現在に至るまで商品化されていない。）。ちなみに、デモソングバージョンは2004年発売のCD-BOX『WORLD HERITAGE DOUBLE-DECADE COMPLETE BOX』の特典DVD内(Disc1)に収録されている。また歌詞違いのライヴヴァージョンが2024年発売のBlu-Ray BOX『The Force -40th Anniversary Edition-』の特典CD内(Disc2)に収録されている。この音源は1984年12月に行われたライヴ音源で所謂プロトヴァージョンである。同じ流れとして「TOMORROW MADE NEW」(1991年リリース「EXPO」収録)があるが、こちらもリリース前のライヴで初披露され歌詞違いヴァージョンとなっている。